# قائمة رؤساء وزراء دلهي
هذه قائمة وزراء ولاية إقليم دلهي الاتحادي هو رئيس حكومة إقليم العاصمة الوطنية دلهي. يذكر دستور الهند أن الحاكم هو رئيس الولاية لكن تقع السلطة التنفيذية بحكم الأمر الواقع على عاتق رئيس الوزراء. عادة ما يدعو الحاكم الحزب (أو الائتلاف) الحاصل على أغلبية المقاعد في الجمعية التشريعية في دلهي لتشكيل الحكومة. يعين الحاكم رئيس الوزراء، ويكون مجلس وزرائه مسؤولاً بشكل أمام الجمعية التشريعية. مدة ولاية رئيس الوزراء خمس سنوات قابلة للتجديد بدون قيود لعدد الفترات.

## التاريخ
رأس إقليم العاصمة الوطنية 7 رؤساء وزراء منذ عام 1952 أولهم تشودري براهم براكاش من حزب المؤتمر الوطني الهندي، ثم فترة وجيزة من انتهاء ولايته ألغي منصب رئيس وزراء إقليم العاصمة الوطنية دلهي لمدة 37 عامًا حتى 2 ديسمبر 1993 عندما أدى مادان لال كورانا من حزب بهاراتيا جاناتا اليمين الدستورية. أطولهم خدمة هي شيلا ديكشيت من حزب المؤتمر الوطني الهندي حيث شغلت المنصب لأكثر من خمسة عشر عامًا. أدى أرفيند كيجريوال من حزب عام آدمي اليمين الدستورية في 28 ديسمبر 2013 ليصبح أول رئيس وزراء من حزبه في إقليم العاصمة الوطنية. فرض الحكم الرئاسي على دلهي مرة واحدة انتهت في عام 2015. أرفيند كيجريوال من حزب عام آدمي هو رئيس وزراء دلهي الحالي منذ 14 فبراير 2015.

## المقر الرسمي
يقيم رئيس الوزراء كيجريوال في طريق بهاجوان داس في وسط دلهي منذ عام 2014. يقع الموقع بالقرب من أمانة دلهي.

## القائمة
المفتاح
- †  توفي أو اغتيل في المنصب
- §  شغل المنصب فترتين غير متتاليتين
- RES  استقال

| No                                          | الصورة         | الاسم               | الدائرة الانتخابية ‏ | فترة الحكم     | فترة الحكم          | فترة الحكم        | الجمعية (الانتخابات) | الحزب                 | الحزب |
| ------------------------------------------- | -------------- | ------------------- | ------------------- | -------------- | ------------------- | ----------------- | -------------------- | --------------------- | ----- |
| 1                                           |                | Brahm Prakash       | Nangloi Jat         | 17 مارس 1952   | 12 فبراير 1955[RES] | 2 سنوات و332 أيام | مؤقتة (1952)         | المؤتمر الوطني الهندي |       |
| 2                                           |                | Gurmukh Nihal Singh | Daryaganj           | 12 فبراير 1955 | 1 نوفمبر 1956       | 1 سنة و263 أيام   | مؤقتة (1952)         | المؤتمر الوطني الهندي |       |
| ألغي المنصب (1 نوفمبر 1956 - 1 ديسمبر 1993) |                |                     |                     |                |                     |                   |                      |                       |       |
| 3                                           |                | Madan Lal Khurana   | Moti Nagar          | 2 ديسمبر 1993  | 26 فبراير 1996[RES] | 2 سنوات و86 أيام  | 1st (1993)           | حزب بهاراتيا جاناتا   |       |
| 4                                           |                | Sahib Singh Verma   | Shalimar Bagh       | 26 فبراير 1996 | 12 أكتوبر 1998[RES] | 2 سنوات و228 أيام | 1st (1993)           | حزب بهاراتيا جاناتا   |       |
| 5                                           |                | سوشما سواراج        | بدون                | 12 أكتوبر 1998 | 3 ديسمبر 1998       | 52 أيام           | 1st (1993)           | حزب بهاراتيا جاناتا   |       |
| 6                                           |                | Sheila Dikshit      | New Delhi           | 3 ديسمبر 1998  | 1 ديسمبر 2003       | 15 سنوات و25 أيام | الثانية (1998)       | المؤتمر الوطني الهندي |       |
| 6                                           | 2 ديسمبر 2003  | Sheila Dikshit      | New Delhi           | 29 نوفمبر 2008 | الثالثة (2003)      | 15 سنوات و25 أيام |                      | المؤتمر الوطني الهندي |       |
| 6                                           | 30 نوفمبر 2008 | Sheila Dikshit      | New Delhi           | 28 ديسمبر 2013 | الرابعة (2008)      | 15 سنوات و25 أيام |                      | المؤتمر الوطني الهندي |       |
| 7                                           |                | أرفيند كيجريوال     | New Delhi           | 28 ديسمبر 2013 | 14 فبراير 2014[RES] | 48 أيام           | الخامسة (2013)       | Aam Aadmi Party       |       |
| –                                           |                | شاغر (حكم رئاسي ‏)   | –                   | 14 فبراير 2014 | 14 فبراير 2015      | 1 سنة و0 أيام     | حل المجلس            | –                     |       |
| (7)                                         |                | أرفيند كيجريوال     | New Delhi           | 14 فبراير 2015 | 15 فبراير 2020      | 10 سنوات و36 أيام | السادسة (2015)       | Aam Aadmi Party       |       |
| (7)                                         | 16 فبراير 2020 | أرفيند كيجريوال     | New Delhi           | 21 سبتمبر 2024 | السابعة (2020)      | 10 سنوات و36 أيام |                      | Aam Aadmi Party       |       |
| 8                                           |                | Atishi Marlena      | Kalkaji             | 21 سبتمبر 2024 | السابعة (2020)      | 13 فبراير 2025    | 152 أيام             | Aam Aadmi Party       |       |
| 9                                           |                | Rekha Gupta         | Shalimar Bagh       | 13 فبراير 2025 | قي المنصب           | 30 أيام           | الثامنة (2025)       | حزب بهاراتيا جاناتا   |       |

## روابط خارجية
- Official Website of the Office of the Chief Minister